# Спасович, Даниил Осипович
Даниил Осипович Спасович (1797, Мозырь, Минская губерния — 18 [30] декабря 1882, Лемешевка, Подольская губерния) — российский врач, доктор медицины, автор ряда научных трудов; статский советник.

## Биография
Даниил Спасович родился в 1797 году в городе Мозыре и происходил из обедневшего дворянского рода герба Ястшембец. Специальное образование получил за казенный счет на медицинском факультете Виленского университета, откуда в начале 1823 года был выпущен лекарем 1-го отделения. Выдержав вслед за тем докторские экзамены, он в том же году 29 июня защитил диссертацию под заглавием: «De labroraphia» (Diss. D. M. Viln. 1823, 8°, 27) и получил степень доктора медицины.
В 1823 году Спасович был назначен уездным врачом Речицкого уезда Минской губернии Российской империи, где прослужил семь лет, и в это время получил в 1828 году от Виленского университета звание доктора хирургии.
Назначенный в 1831 году акушером минской врачебной управы, Спасович через год занял там же должность инспектора, а с 1836 года сверх этого состоял также врачом в больнице Минского православного духовного училища.
Помимо обязанностей инспектора, Д. О. Спасович также принимал участие в работе Минского губернского тюремного комитета, занимаясь санитарными и медицинскими проблемами в местах заключения. С 1844 года он занимал должность директора Минского детского приюта.
Во время третьей пандемии холеры «за особые заслуги, оказанные во время эпидемии холеры в 1848 году», он был награжден орденом Святой Анны 2-й степени.
Напечатав в 1851 году в газете «Medicinische Zeitung Russlands» (№ 193) свою первую статью: «Lienitis carbunculosa et carbun culus Sibiricus», Спасович затем, в продолжение многих лет, размещал там свои научные статьи.
Выйдя в 1864 году в отставку, Даниил Осипович Спасович продолжал жить в Минске, но после смерти дочери Леонтины от холеры он вместе с женой переехал к дочери Александре в Махновку, что находилась на реке Гнилопять. Через несколько лет они переехали в Лемешевку, где их сын Владимир купил поместье.
Даниил Осипович Спасович скончался 18 декабря 1882 года в Лемешевке и был погрёбён на местном кладбище.